# Prionospio dubia
Prionospio dubia är en ringmaskart som beskrevs av Francis Day 1961. Prionospio dubia ingår i släktet Prionospio och familjen Spionidae. Inga underarter finns listade i Catalogue of Life.